# 臨江岩摩崖造像
臨江岩摩崖造像位於重慶市忠縣忠州鎮人民路281號，文物遺址年代為唐代，2000年9月7日列為第一批重慶市文物保護單位。